# IJmuiden
IJmuiden è una città portuale dei Paesi Bassi situata nella provincia dell'Olanda Settentrionale.

## Geografia
Costituisce il principale insediamento della municipalità di Velsen. La città sorge sulla costa, a circa 17 km da Haarlem, sull'imboccatura del Canale del Mare del Nord (Noordzeekanaal), un canale artificiale realizzato nel XIX secolo per migliorare il collegamento tra il porto di Amsterdam e il Mare del Nord.
Il Porto di IJmuiden è uno dei maggiori porti di trasbordo dei Paesi bassi, superato solo dai porti di Rotterdam ed Amsterdam. Inoltre è abbastanza profondo da poter essere navigato da navi Panamax. Diviene il più grande porto di pesca dei Paesi Bassi a seguito del prosciugamento del polder Noordoostpolder.

## Storia
In epoca romana il distretto di Velsen era già abitato; i resti archeologici rinvenuti nel polder di Wijkermeer - in precedenza un lago salato, successivamente interrato e bonificato per uso agricolo - testimoniano la presenza in zona di un porto romano di rilevanza regionale. Attualmente IJmuiden dispone di quattro porti: il Vissershaven (codice navale IJM) che vende pesce all'ingrosso, l'haringhaven, l'IJmondhaven ed il porto ricreativo Seaport Marina IJmuiden.

### Bocca dell'IJ
Prima della fondazione dell'attuale città l'area era quasi desolata, contando una manciata di contadini stanziati in un piccolo villaggio noto come Breesaap.
Sin dal 1626 si iniziarono a discutere progetti riguardo al collegamento di Amsterdam al Mare del Nord mediante la costruzione di un canale artificiale, la cui bocca sarebbe stata situata nei pressi dell'area di IJmuiden. Solamente nel XIX secolo quando gli imprenditori Blik e Arnold acquistarono l'area nel 1851 i progetti vennero seriamente avviati, dando inizio ai lavori l'8 aprile 1865.
IJmuiden è la città più recente dell'Olanda Settentrionale, essendo stata fondata il 1 novembre 1876, quando Guglielmo III dei Paesi Bassi inaugurò ufficialmente il Canale del Mare del Nord, fornendo al traffico marittimo di Amsterdam l'accesso al mare aperto. Il Re battezzò la città dopo aver superato le chiuse tra il mare ed il canale in direzione di Amsterdam. La prima nave che navigò il canale fu la "Stad Breda", un piroscafo costruito dalla Stoomvaart Maatschappij Zeeland, che trasportò il Re, subito seguita dalla prima nave proveniente invece da Amsterdam, la "SS Rembrandt", costruita dalla Royal Netherlands Steamship Company (KNSM). Gli operai che scavarono il canale si trasferirono ad IJmuiden trovando lavoro nel settore della pesca, molti però vissero in condizioni estremamente disagiate.
La città fu nominata IJmuiden che significa letteralmente "bocca dell'IJ". Questo nome apparse come IJ-muiden per la prima volta in un articolo scritto da Simon Vissering, un giurista, giornalista, economista, statistico e politico olandese che fu anche un ministro delle finanze liberista dei Paesi Bassi nel gabinetto Van Lynden van Sandenburg tra il 1879 ed 1881.
Nel 1890 IJmuiden contava 1 500 abitanti, ma subì un boom demografico nel 1918 quando l'acciaieria Koninklijke Hoogovens si stabilì nella città. Durante la prima guerra mondiale il trasporto via nave era ridotto al minimo in quanto le navi cacciamine piazzarono molte bombe al largo della costa di IJmuiden. Inoltre la bocca del canale richiedeva un continuo dragaggio a causa della deriva litorale che agiva in entrambe le direzioni su una costa sabbiosa ed aperta, ed ai venti che soffiavano da diversi quadranti, accumulando sabbia fuori dal porto negli angoli riparati tra i frangiflutti e la costa.

### Seconda guerra mondiale
A seguito dell'invasione tedesca dei Paesi Bassi del 10 maggio 1940, la Famiglia Reale olandese lasciò il Paese da IJmuiden nella tarda serata del 12 maggio, alcuni a bordo del cacciatorpediniere britannico HMS Codrington, la Regina invece a bordo dell'HMS Hereward. Le banchine erano sovraffollate di persone disperatamente bisognose di essere trasportare attraverso il canale, spesso a costi elevati. Durante l'occupazione nazista, l'esercito tedesco distrusse gran parte della città per edificare quel che chiamarono "Festung IJmuiden" (Fortezza IJmuiden) un'area pesantemente fortificata da cui la popolazione fu allontanata.
IJmuiden divenne sito di due fortificazioni costruite dalla marina Tedesca dove venivano alloggiati gli Schnellboote (battelli veloci motosiluranti noti agli Alleati come "S-Boot") ed i sommergibili tascabili Biber. La struttura più vecchia, nome in codice Schnellbootbunker AY (SBB1), era protetta da un tetto spesso 3 metri in calcestruzzo. Quella più nuova, nome in codice Schnellbootbunker BY (SBB2), aveva uno strato in calcestruzzo spesso 3,0-3,7 metri, separato con un traferro da un ulteriore strato spesso 0,61-1,22 metri circa.
Le S-Boot venivano alloggiate all'interno delle strutture durante il giorno per essere al riparo da attacchi aerei, ed uscivano allo scoperto solo di notte per attaccare le navi degli Alleati. Le fortificazioni divennero obiettivi prioritari dopo lo Sbarco in Normandia perché le S-Boot erano fortemente d'intralcio alle linee di rifornimento delle forze Alleate nell'Europa occidentale e furono continuamente sottoposte ad attacchi aerei. Durante quattro attacchi condotti dallo Squadrone N. 9 e Squadrone N. 617 della Royal Air Force, furono sganciate 53 bombe Tallboy da 5 tonnellate ciascuna. Nel 1945 furono condotti attacchi da parte della United States Army Air Forces utilizzando bombe Disney, ovvero missili bomba guidati adoperati per il "bunker busting" in grado cioè di penetrare bersagli pesantemente corazzati o sotterranei.

### Porta al Mare del Nord dell'Olanda settentrionale
Dopo la guerra, la città fu ricostruita secondo i progetti dell'architetto Willem Marinus Dudok. L'area statistica di IJmuiden, che comprende anche le campagne circostanti, ha una popolazione di 30 466 abitanti. 
Il quartier generale della Nederlandse Redding Maatschappij, l'organizzazione volontaria volta alla protezione della vita marina, ha sede ad IJmuiden dal 1996.
Il Canale del Mare del Nord collega il Mare del Nord con la Baia dell'IJ di Amsterdam, l'importanza di questo canale artificiale è testimoniata dall'introduzione della "Holland Route" lungo il canale da parte European Route of Industrial Heritage (ERIH). I luoghi da visitare lungo questo percorso sono l'Hoogovensmuseum, il sistema di chiuse alla bocca del canale, e l'IJmuider Zee- en Havenmuseum ad IJmuiden. IJmuiden dispone di due delle più potenti pope d'acqua, capaci di pompare 60,000 litri al secondo.
Oltre al municipio di Velsen (Raadhuis van de gemeente Velsen), progettato dall'architetto Willem Dudok come opera centrale della nuova IJmuiden, altre attrazioni importanti da vedere sono le chiuse del Mare del Nord. Esse sono tra le più grandi al mondo, in quanto una chiusa è in grado di bloccare una corsia di navigazione di 50 metri di larghezza e 12 metri di profondità. Sono in corso di sviluppo progetti per ingrandire le chiuse esistenti o costruirne di nuove per poter permettere la navigazione di vascelli ancora più grandi.
DFDS Seaways, una compagnia di navigazione danese, offre un servizio di trasporto passeggeri Amsterdam - Newcastle ad IJmuiden. Fu ipotizzata una linea ferroviaria roll-on/roll-off tra IJmuiden ed il porto Outer Harbour di Great Yarmouth, città del Regno Unito. Ogni progetto di costruzione sembra comunque essere stato abbandonato dalle autorità competenti.

## Toponimo
La "J" di IJmuiden è maiuscola nonostante non sia l'iniziale, perché IJ è un digramma della lingua olandese delle lettere i e j. Talvolta è considerato una legatura, o addirittura una singola lettera.

## Galleria d'immagini

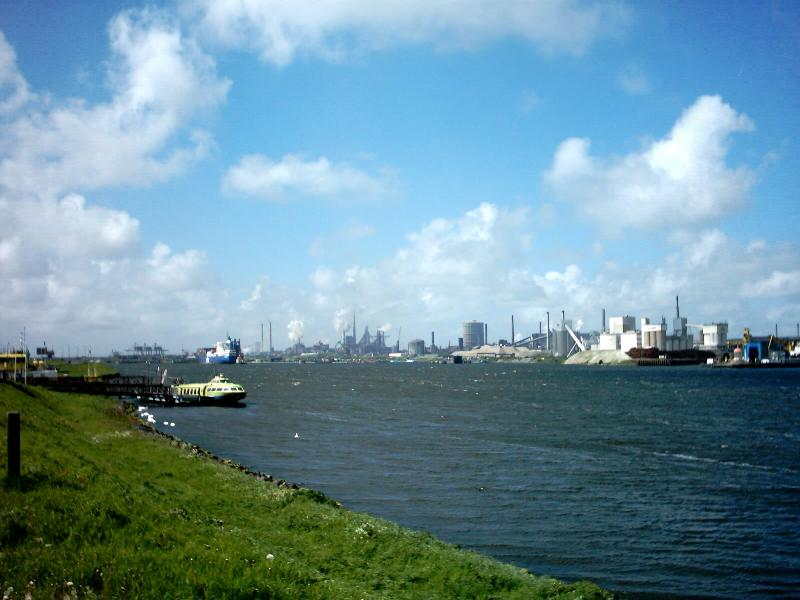
Il grande canale del Mare del Nord.
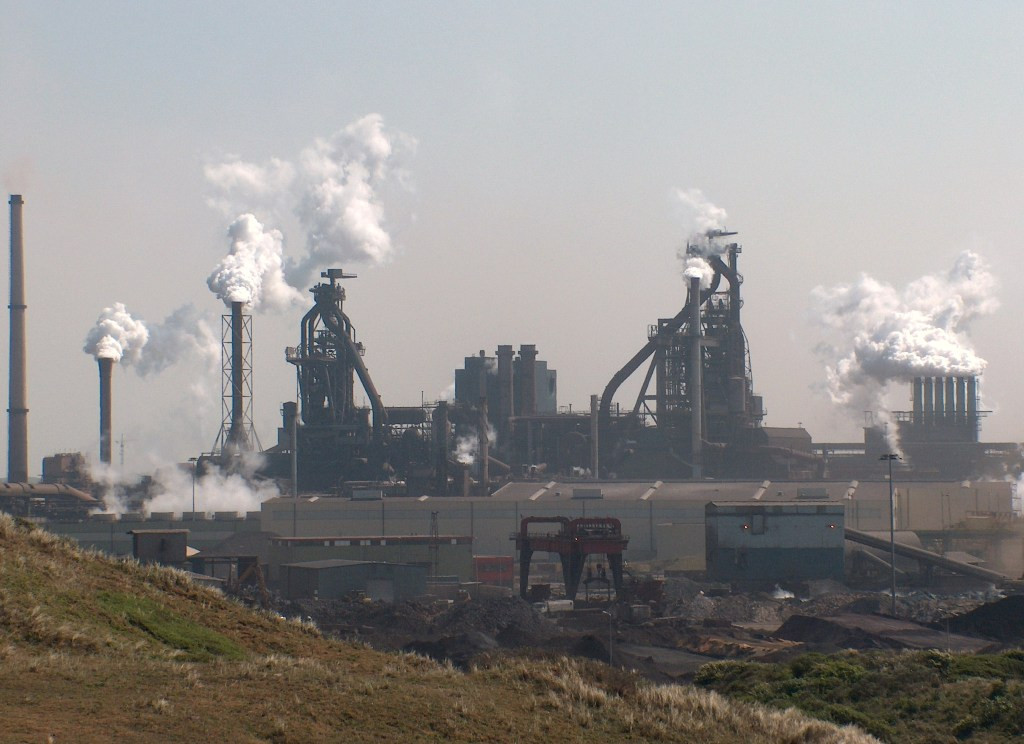
L'acciaieria di Koninklijke Nederlandse Hoogovens en Staalfabrieken (KNHS) a IJmuiden.
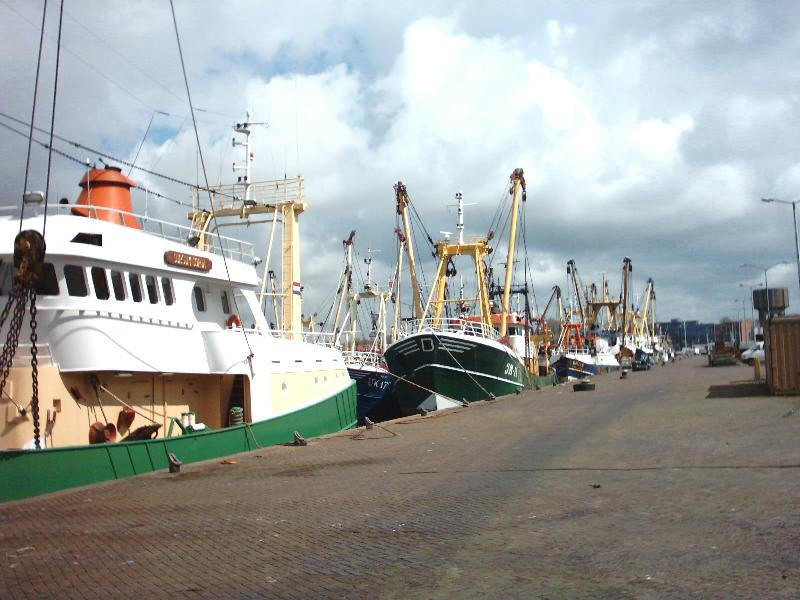
Barche di Ĳmuiden
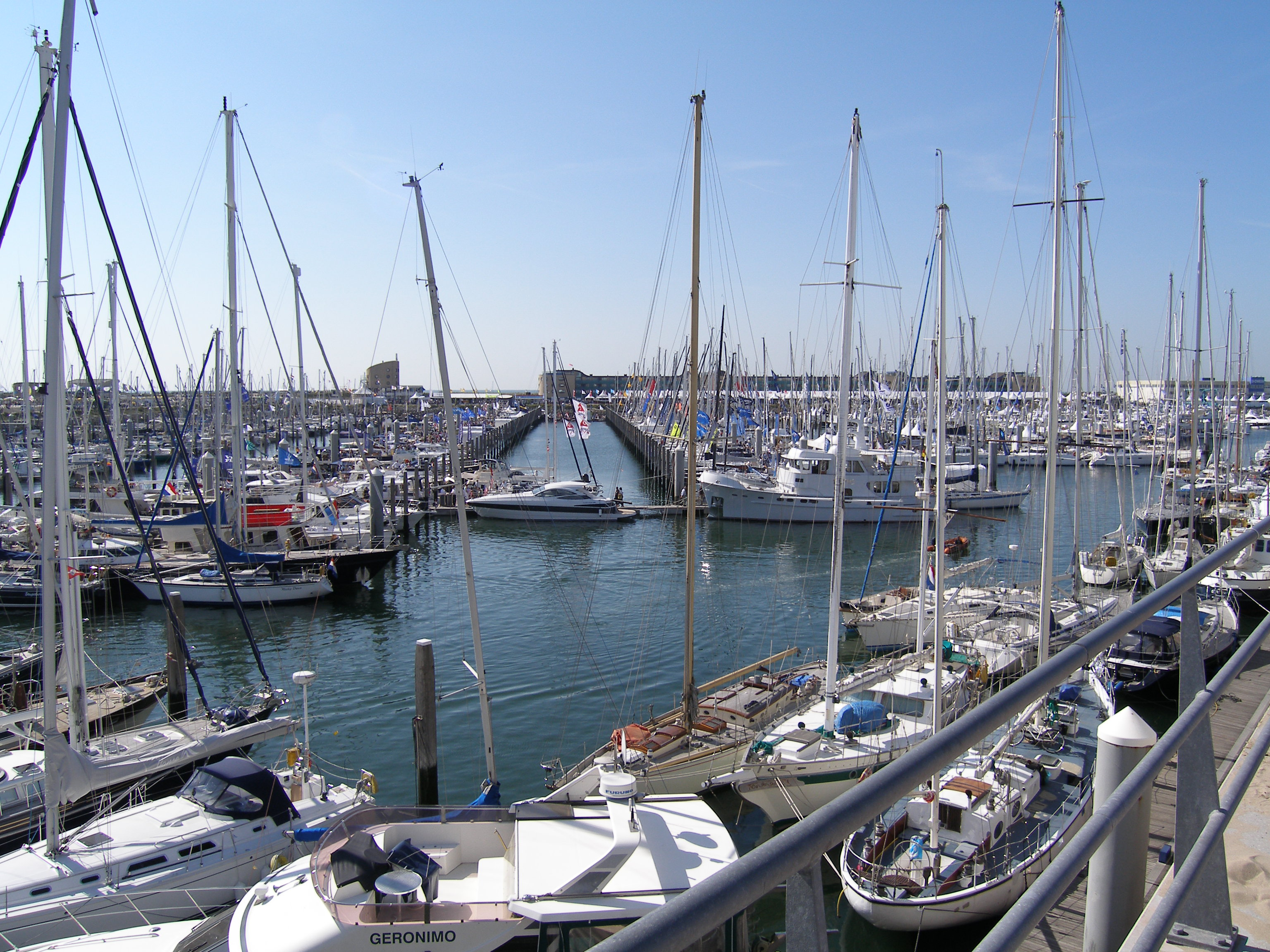
La marina di Ĳmuiden
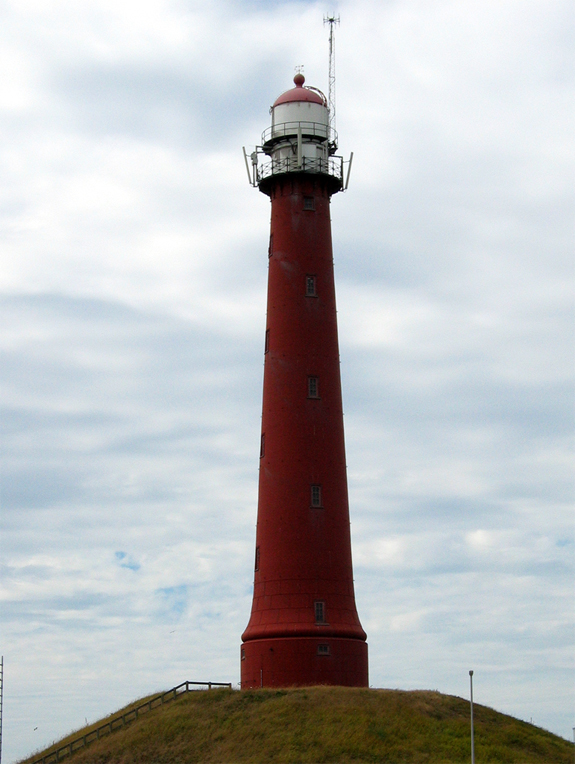
Il faro di IJmuiden
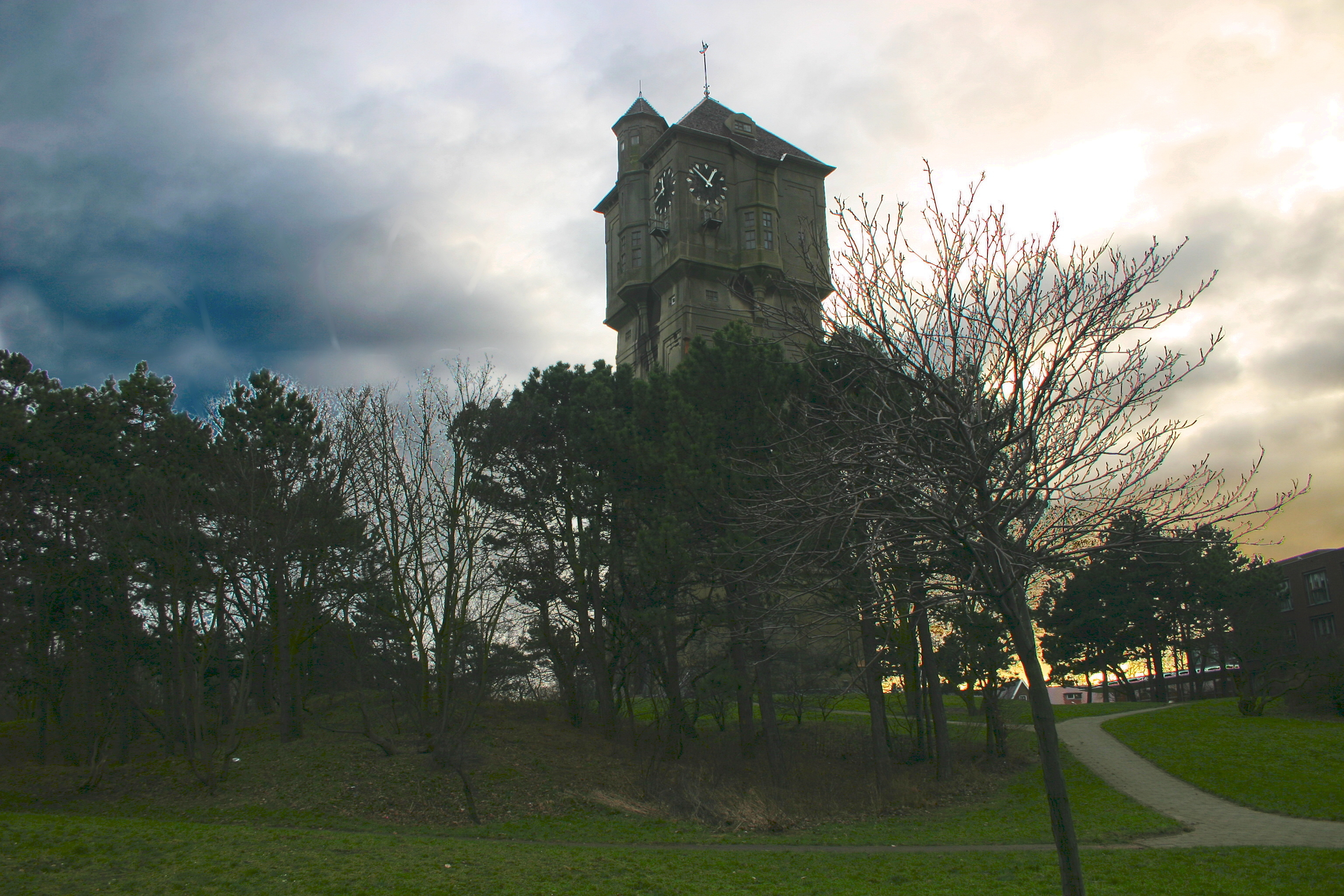
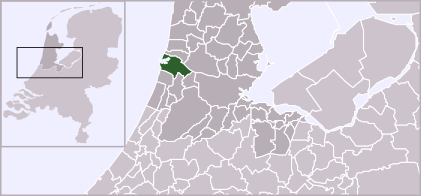
Collocazione della municipalità di Velsen.